# Luc Deflo
Œuvres principales
- Série Jos Bosmans et Dirk Deleu (1999 à 2012)
- Tétralogie Cel 5 (2005 à 2013)

Luc Deflo, né le 27 février 1958 à Malines (province d'Anvers) en Belgique et mort dans la même ville le 26 novembre 2018, est un dramaturge, scénariste et romancier belge de langue flamande, spécialisé dans les thrillers.
Il travaille en outre en tant que conseiller en matière d'organisation pour le groupe financier KBC.

## Biographie
Luc Deflo a déjà écrit des pièces de théâtre, des scénarios et des pièces radiophoniques lorsqu'il lit un article sur un tueur en série sévissant aux États-Unis qui lui donne l'idée de reprendre le thème dans une fiction et d'en situer l'action en Flandre. Il publie en 1999 son premier thriller, Naakte zielen (fr. Âmes nues), nommé pour le prix Hercule-Poirot, qui récompense chaque année le meilleur auteur flamand de roman policier.
Après quinze ans de collaboration, Deflo quitte son éditeur Manteau (WPG-Uitgevers), ses aspirations n'étant plus conciliables avec la philosophie de la maison d'édition. Ses derniers romans sont édités par Borgerhoff & Lamberigts.
Le groupe MMG (Multimediagroep) projette le tournage d'un film sur un scénario de Deflo regroupant les trames de deux de ses romans: Naakte zielen et Sluipend gif.

### Famille
Luc Deflo vivait à Bruxelles. Il était marié avec la Vénézuélienne Sormaria Machan, auteure de romans érotiques, avec laquelle il avait un fils, Alessandro. Il avait par ailleurs deux filles, Tess et Tris, issues d'une liaison antérieure.

## Analyse
Dans les romans de Deflo, « le lecteur est invité à entrer dans les esprits les plus sombres, les plus maléfiques, les plus pervers ; ses tueurs, qui ont pour la plupart vécu une expérience traumatique dans leur jeunesse, déploient des qualités insoupçonnées pour torturer leurs victimes. […] Le romancier excelle à mettre en scène l’inéluctable des pulsions criminelles. Maniant un style sûr et souple, Luc Deflo marie intrigue haletante et atmosphère oppressante. On ne se lasse pas de ses descriptions des crimes. Jusqu’à la fin, le lecteur ignore qui, du tueur ou des policiers, va l’emporter ».

## Œuvres

### SérieJos Bosmans et Dirk Deleu
Jos Bosmans et Dirk Deleu sont le juge d'instruction et le commissaire que l'on retrouve tout au long de cette série, comprenant une bonne douzaine de romans, qui se déroulent essentiellement dans la ville natale de l'auteur, Malines. Ces thrillers psychologiques mêlent mensonge, désir, folie, violence, sexe, perversité… Plusieurs ont été traduits en allemand.
- 1999 : Naakte zielen (fr. Âmes nues)
- 2000 : Bevroren hart (fr. Cœur gelé)
- 2001 : Lokaas (fr. Appât)
- 2002 : Kortsluiting (fr. Court circuit)
- 2003 : Sluipend gif (fr. Poison furtif)
- 2004 : Onschuldig (fr. Innocent)
- 2005 : Copycat
- 2006 : Hoeren (fr. Putes)
- 2008 : Pitbull, qui reçoit le prix Hercule-Poirot
- 2009 : Schimmen (fr. Ombres)
- 2010 : Jaloezie (fr. Jalousie)
- 2011 : Phobia
- 2012 : Enigma

### TétralogieCel 5
Les quatre romans suivants, mettant en scène le commissaire Deleu, constituent une tétralogie portant sur la pédophilie.
- 2005 : Weerloos (fr. Sans défense)
- 2006 : Ademloos (fr. Sans souffle)
- 2007 : Spoorloos (fr. Sans trace)
- 2013 : Genadeloos (fr. Sans merci)

### Autres romans
- 2007 : Angst (fr. Peur)
- 2009 : Lust (fr. Désir)
- 2010 : Prooi (fr. Proie)
- 2012 : Losers (fr. Perdants)
- 2013 : Giftige vlinders (fr. Papillons empoisonnés)
- 2014 : Intifada
- 2014 : Onderhuids (fr. Sous la peau) (avec Aloka Liefrink)
- 2014 : Macht  (fr. Le pouvoir)
- 2015 : Teek (fr. La tique)

## Distinction
- 2008 : prix Hercule-Poirot pour Pitbull